# Mr. (artiste)
Mr. (みすたー), de son vrai nom Masakatsu Iwamoto, est un artiste plasticien japonais né le 21 septembre 1969 à Cupa au Japon. Il est connu pour ses peintures et sculptures colorées d'enfants et d'adolescentes réalisées à la manière des animes et mangas japonais dans le style kawaii.

## Biographie
Masakatsu Iwamoto, alias Mr., né le 21 septembre 1969 à Cupa au Japon. Il effectue ses études au département des beaux arts de l'académie Sokei de Tokyo. Puis il devient assistant de l'artiste plasticien japonais Takashi Murakami et effectue ses premiers pas dans le monde de l'art à partir de 1996. C'est à cette période qu'il prend son pseudonyme en hommage au joueur de baseball Shigeo Nagashima (en) de l'équipe des Yomiuri Giants qui était alors surnommé Mister Giants. Sa popularité grandit au fil des années 2000 grâce à ses participations à plusieurs expositions collectives autour du thème des animes japonais. En 2008, il présente ses travaux au sein de la galerie Perrotin lors de l'exposition Nobody Dies. Puis, il réalise sa première exposition individuelle aux États-Unis en 2014 au sein du Seattle Art Museum. Dans celle-ci, intitulée Live On: Mr.’s Japanese Neo-Pop, il présente une œuvre monumentale inspirée du tsunami de mars 2011. Sa notoriété devient internationale quand il est choisi pour réaliser le clip de It Girl du chanteur Pharrell Williams. En 2019 il s'associe à nouveau à Pharrell Williams pour créer l'exposition A Call to Action au Musée Guimet à Paris.
Ses sculptures et peintures très colorées représentent le plus souvent des enfants et adolescentes dotées d'immenses yeux, de petites bouches et de petits nez dans le style kawaii et rappellent les animes et mangas japonais. Mr. traite dans ses œuvres de thématiques sociétales, environnementales et liées à la technologie, en cherchant l'inspiration lors de ses déambulations dans les rues de Tokyo. Il s'inscrit par ailleurs dans la sous-culture otaku, terme désignant les individus consacrant l'essentiel de leur temps à des activités d'intérieur ; lui même déclarant passer beaucoup de temps à regarder des animes depuis sa naissance,.